# Castelo de Považský

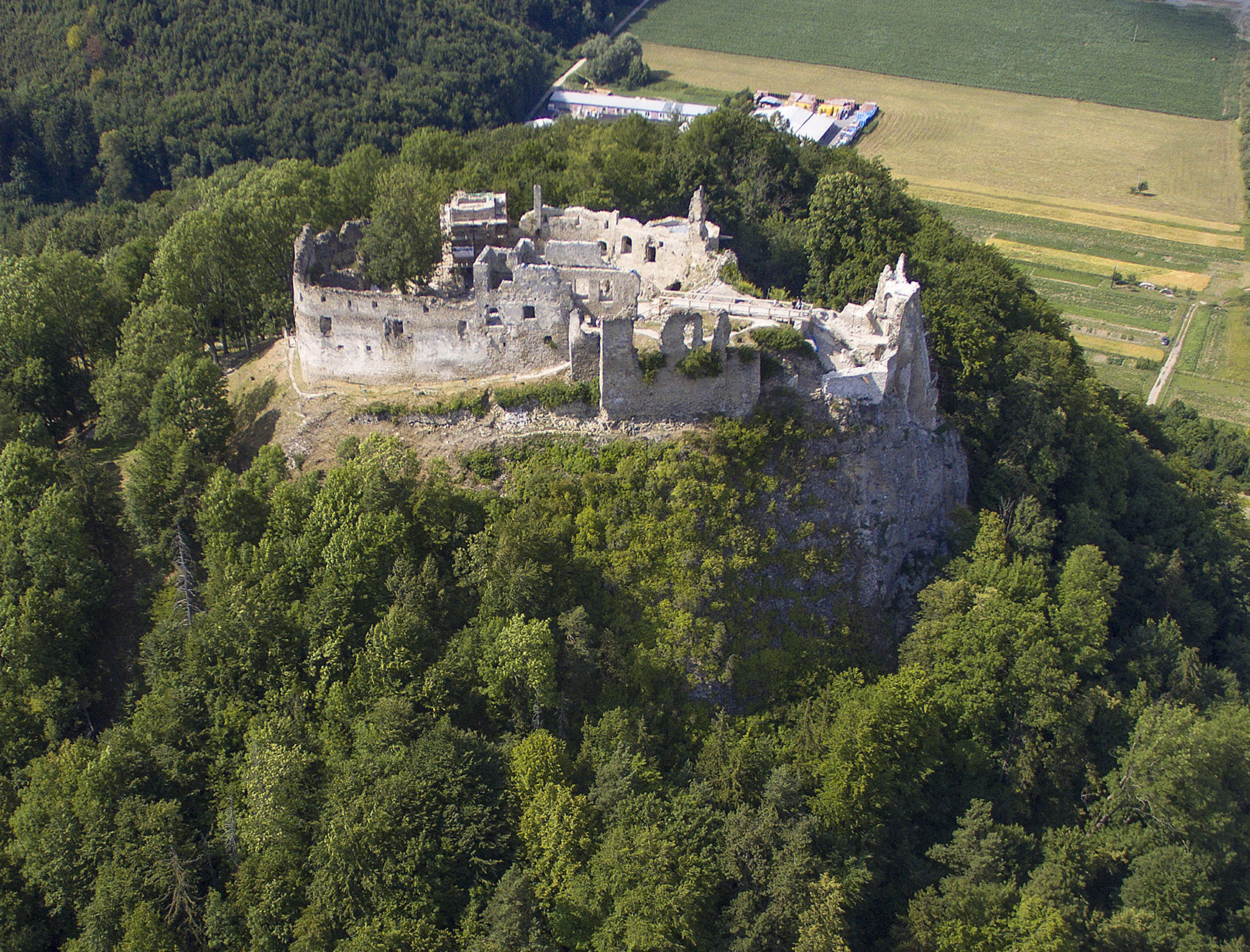
O castelo de Považský

O Castelo de Považský (nomes alternativos: Bystrica, Bystrický e Bistrizza) está localizado na cidade de Považská Bystrica, no noroeste da Eslováquia, próximo ao rio Váh.

## História
Construído no século XIII, o castelo teve como famosos donos os cavaleiros Ján e Rafael Podmanickí, conhecidos por seus roubos. A família Podmanicki tornou-se governadora da cidade em 1458, quando o rei Matias I da Hungria doou o castelo, a cidade e dezesseis vilarejos próximos a Ladislav Podmanicki. Durante o governo deles, que durou quase 100 anos, a cidade cresceu em prosperidade.
Entre as lendas tradicionais, há a que conta a história da bela Hedviga, desejada por Ján e Rafael Podmanickí.
Atualmente, só restam ruínas de Považský.